# 9121 Stefanovalentini
9121 Stefanovalentini è un asteroide della fascia principale. Scoperto nel 1998, presenta un'orbita caratterizzata da un semiasse maggiore pari a 3,9014879 UA e da un'eccentricità di 0,0485360, inclinata di 4,60683° rispetto all'eclittica.
L'asteroide è dedicato all'astronomo amatoriale italiano Stefano Valentini.